# Мосин-Наган
Винтовка на Мосин (също така известна като винтовка Мосин-Наган, винтовка образец 1891 г., трилинейна винтовка или трилинейка) е магазинна винтовка, създадена от С. И. Мосин през 1891 година. Активно се използва от 1891 г. до 1960 г., отначало в Руската империя, после в Съветския съюз и редица други страни, вкл. и в България. Названието трилинейка произлиза от калибъра, който е равен на три линии (стара руска мярка за дължина); една линия е равна на една десета от дюйма или 2,54 mm, съответно три линии са 7,62 mm.
На основата на винтовката обр. 1891 г. и на нейните модификации са създадени редица образци спортно и ловно оръжие (както нарезно, така и гладкоцевно).

## История
Изхождайки от опита на Руско-турската война през 1877 – 1878, в която руските войници са въоръжени с еднозарядна винтовка Бердана, а турските войници – с многозарядни винтовки „Уинчестър“, Главното артилерийско управление на Русия през 1882 година поставя задачата да се разработи многозарядна винтовка магазинен тип. След неуспеха в модифицирането на винтовката тип Бердана, се създава специална комисия по проверка на магазинните винтовки с цел да се изпитат различните конструкции винтовки, например системата Маузер, системата Ли-Метфорд, системата Лебел. През 1898 г. младият капитан Сергей Иванович Мосин предлага трилинейна винтовка. Едновременно с това белгиецът Леон Наган предлага винтовка с 3,5 линейна конструкция.
На първия етап от изпитванията винтовката на Наган има предимство. По-късно обаче, след нови многостранни изпитвания, комисията взема компромисно решение: на въоръжение се приема винтовка, разработена на основа на конструкцията на Мосин, но със съществени изменения и допълнения (както заимствани от конструкцията на Наган, така и направени по предложенията на членовете на комисията). Така модифицирана, винтовката на Мосин е приета на въоръжение под наименованието „трилинейна винтовка образец 1891 г.“, което е явна несправедливост по отношение на Мосин. Едва ли не за първи път в историята на руското огнестрелно оръжие фамилията на конструктора е зачеркната от названието на приетия на въоръжение образец. Фамилията на конструктора се появява едва през 1924 година.
Производството на винтовката започва през 1892 година в Тулския, Ижевския и Сестрорецкия оръжейни заводи. Поради ограничените производствени мощности на тези заводи, 500 хиляди единици са поръчани на френските заводи Manufacture Nationale d’Armes de Châtelleraut. В началото на Руско-японската война на руската армия са доставени приблизително около 3 800 000 винтовки. След приемането на въоръжение през 1891 година до 1910 година са направени редица подобрения и са разработени нови образци.
До началото на Първата световна война винтовките образец 1891 година се произвеждат само в пехотен и кавалерийски вариант. Поради катастрофалния недостиг и поради проблеми във все още развиваща се промишленост, руското правителство поръчва 1,5 милиона винтовки на компанията Ремингтън и още 1,8 милиона винтовки на компанията Ню Ингланд Уестингхауз в САЩ. Голямо количество винтовки са пленени от немските и австроунгарските войски и с тях се въоръжават запасните части на немската флота. Много от тези винтовки са продадени от Австрия на Финландия през 1920 година.
По време на гражданската война в Русия се произвеждат само два типа винтовки – кавалерийска и пехотна.
След приемането на въоръжение, до 1910 са направени редица подобрения и са разработени нови образци. Оръжието се произвежда във Франция и САЩ. Пушката е пехотен и кавалерийски вариант. Оръжието издържа изпитанието на две световни войни. Остава на въоръжение до 1960 година. Произведени са над 12 000 000 екземпляра. Пушката се характеризира с просто устройство и лесно обслужване. Отличава се с изключително здрава конструкция и безотказност. Пехотният вариант е дълъг 1230 мм. Има снемаем ъглест щик, който се поставя с помощта на щикова тръба. Този тип щикове са нанасяли големи поражения. Теглото на пушката без щика е 4 кг. Щикът тежи 0,5 кг и е с дължина на острието 430 мм. Цевта е 730 мм, осигурява начална скорост на куршума 865 м/с и висока дулна енергия над 4000 Джаула. Прицелната далекобойност е 2000 м. Ефективната стрелба е до 800 м. Скорострелността на пушката е 10 изстр./мин. Използваният патрон е 7,62 х 54 R обр. 1908 г. Това е рандов патрон, с външен фланец, което създава затруднения при многозарядните оръжия. Проблемът е заклинването на патроните в магазина. За се избегне този недостатък, е поставен отсечко-отражател. Магазинът е с капацитет 5 патрона. Зареждането може да става с помощта на тенекийка, от която се зареждат бързо петте патрона или поединично. Преимущество на системата е, че магазинът може да се дозарежда. Затворът се заключва изключително надеждно към цевта с помощта на 2 противоположно разположени упора, чрез завъртане на 90 градуса.
Недостатък на конструкцията е, че ръкохватката се намира в средата на цевната кутия. При презареждане пушката се сваля от рамото и се губи мерната линия. Това затруднява бързото пренасочване на огъня. Намалява скорострелността на оръжието.